# 王軒 (成化進士)
王軒（1450年—？），字廷冕，山東登州府寧海州人，軍籍，明朝政治人物。

## 生平
山東鄉試第六十九名舉人。成化二十三年（1487年）中式丁未科會試第一百五十五名，二甲第四十三名進士。歷官陕西鳳翔府知府，弘治十七年十二月考察去職。

## 家族
曾祖王仲禮；祖父王曾；父王麒，知縣。前母孫氏；張氏（節婦）。永感下。